# Opegrapha umbellulariae
Opegrapha umbellulariae är en lavart som beskrevs av Zahlbr. Opegrapha umbellulariae ingår i släktet Opegrapha och familjen Roccellaceae.   Inga underarter finns listade i Catalogue of Life.